# Петя Дубарова
Петя Стойкова Дубарова (25 квітня 1962 року — 4 грудня 1979 року) — болгарська поетеса.

## Біографія
Петя Стойкова Дубарова народилася і жила у місті Бургас. Вона писала вірші і публікувала їх у молодіжних газетах і журналах. Деякі її вірші стали піснями, популярними в Болгарії з 1980-х років. Її наставниками в написанні були Христо Фотєв і Григор Ленков.
Дівчина навчалася в англійській середній школі в Бургасі. Петя багато разів читала однокласникам свої твори. Була популярна, проте не мала друзів. Вона була старанною ученицею, приязна і усміхнена.
У 1978 році Петя знялася у фільмі «Обмін» Георгія Джулгерова. Під час зйомок фільму в Самокові на дискотеці на курорті Боровець Петя познайомилася з хлопцем на ім'я Пер, шведом, в якого закохалася. Він залишився її першим і єдиним коханням. Деякий час вони листувалися, але згодом просто перестав їй писати. Вона болісно сприймає це.
У останній рік життя дівчина була сповнена відчаю і розчарувань (болг.)

## Щоденник
Петя вела щоденник, записуючи свої думки, щиро довіряючи щоденнику свої емоції та почуття.
«Людина — річ нікчемна! Незначна! Все життя блукає, бореться, щось творить, але в рамках власного людського буття — не може переступити. » (9 жовтня 1978 року)

## Рання смерть
Дубарова покінчила життя самогубством за допомогою снодійного 3 грудня 1979 року і померла наступного дня, 4 грудня 1979 року, у віці 17 років. Після її загадкової смерті ходило багато чуток. Найпопулярнішим є те, що комсомол організовував «добровільні» роботи на пивзаводі. Петю звинуватили в тому, що вона навмисно зламала лічильник автомата, який рахував пляшки з пивом. Вона не змогла довести свою невинуватість.
За словами її вчителя англійської мови, наступного дня після її похорону школа Петі прокинулася від стін, вкритих графіті на кшталт «Мамка ві!» (F*ck you/Motherf*ckers!) і «Вчителі вбивці!» (біля вчительської). Частково звинувачує вчителів і місцевий поет Веселін Андрєєв, цитуючи слова матері Дубарової на похоронах: «Вони вбили мою дитину!» .

## Твори
- «Az i Moreto» (Море і я) (1980)
- «Лястовиця. Стихове і розкази» (Ластівка. Вірші та оповідання) (1987)